# Винклер, Ханс-Хайнрих
Ханс-Ха́йнрих Ви́нклер (нем. Hans-Heinrich Winkler; 14 ноября 1954, Рашау) — немецкий саночник, выступал за сборную ГДР во второй половине 1970-х годов. Участник зимних Олимпийских игр в Инсбруке, обладатель бронзовой медали чемпионата Европы в зачёте одноместных саней, призёр многих международных турниров и национальных первенств.

## Биография
Ханс-Хайнрих Винклер родился 14 ноября 1954 года в посёлке Рашау. Активно заниматься спортом начал в раннем детстве, позже переехал в город Обервизенталь и присоединился к местному спортивному клубу «Трактор». Первого серьёзного успеха добился в возрасте семнадцати лет, когда выиграл бронзовую медаль на молодёжном чемпионате Европы в Куфштайне, уступив лидерство Бернду Хану и Антону Винклеру. В 1974 году завоевал бронзовую медаль на взрослом первенстве ГДР — его опередили лишь двое восточногерманских спортсмена, титулованные Ханс Ринн и Хорст Мюллер.
На чемпионате Европы 1976 года в шведском Хаммарстранде Винклер получил бронзу, проиграв признанному фавориту Вольфраму Фидлеру. Благодаря череде удачных выступлений удостоился права защищать честь страны на зимних Олимпийских играх в Инсбруке — боролся здесь за медали, но немного не дотянул до призовых позиций — по итогам всех четырёх заездов расположился в зачёте мужских одноместных саней на четвёртой строке. После этих соревнований он ещё в течение года продолжал выступать за национальную сборную, в 1977 году вновь был бронзовым призёром чемпионата Восточной Германии.
Несмотря на завершение карьеры профессионального спортсмена, Ханс-Хайнрих Винклер не ушёл из санного спорта окончательно — в 1980-х годах он неоднократно принимал участие в различных ветеранских турнирах, причём весьма успешно — выиграл ещё несколько наград на этом поприще. Ныне вместе с семьёй проживает в городе Торгау.